# Trachyloma planifolium
Trachyloma planifolium là một loài Rêu trong họ Pterobryaceae. Loài này được (Hedw.) Brid. miêu tả khoa học đầu tiên năm 1827.